# Brivo
Brivo, Inc.は、物理的警備とIoTアプリケーションのためにクラウドベースのアクセス制御とビデオ監視製品を提供する企業。

## 歴史
Brivoは1999年に設立され、2002年にはクラウドベースのアクセス制御を物理的警備産業に投入した。物理的アクセス制御システムは、ドアのカード読み取り機などのデバイスを使用しており、人物が認証を受けていないとロック開閉ができないようになっている。
2005年、Brivoは、イーサネットとGSM通信接続のオプションを備えたACS5000アクセス制御システムを発表した。また、2007年には独自のXMLアプリケーションプログラミングインタフェース(API)を発表した。2017年、ACS6000とACS300という2つのドアアクセスコントローラーを発表し、既存の製品ラインの充実とAuthentic Mercuryオープンプラットフォームとの統合を実現させた。
2011年、BrivoはIPドアコントローラー(IPDC)を発表した。これは、イーサネットアクセス制御パネルをコンパクトフォームファクタに収納し、PoEとFIPS 140-2認証暗号化を備えた製品である。IPDCではドアに標準ネットワークケーブルを使用している。
ガートナーは2014年にBrivoを「Cool Vendor in Identity and Access Management」(識別とアクセス管理におけるクールなベンダー)に選出した。また、同年にBrivoはSocial Access Management APIを発表した。
2015年の時点において、Brivoのクラウドベースアクセス制御システムのユーザー数は1千万以上、アクセスポイント(ドアや窓など)は10万に達した。
2018年のISC Westカンファレンスでは、Brivo ACS300 Wireless Access Controllerが「Access Control Software & Controllers」(アクセス制御ソフトウェア&コントローラー)カテゴリの最優良製品に選ばれた。

## 私的買収
2015年6月、Brivo社は、バラクーダネットワークスの創立者かつ元CEOでイーグルアイネットワークスの現社長兼CEOであるDean Drakoによって5千万ドルで完全買収された。DrakoはBrivoの会長に就任した。
Drakoは、Brivo社のクラウドアクセス制御と彼自身の会社であるイーグルアイネットワークスのクラウドビデオ監視システムを組み合わせることにより、物理的警備産業におけるクラウドテクノロジーの導入を加速できる可能性を見出したと語る。ただし、この2社は別々の企業として運営を続ける予定である。

## 製品
Brivo Onairは、企業を対象としたクラウドベースのアクセス制御およびビデオ監視物理的警備システムである。Brivo Onair®は、警備担当者が施設管理に長時間を費やさずにすむよう、施設へのアクセスを自動化している。管理者は、入館者および退出者、時間スケジュールやアラームなどを一元化されたインタフェースで自動的に管理することができる。